# Улица Пийскопи
Улица Пи́йскопи (эст. Piiskopi tänav — «Епископская»), Дугласская улица (нем. Douglasstraße), до 1935 года улица Ду́глазе (эст. Duglase tänav, ранее также улица Ту́глазе (эст. Tuglase tänav)), в 1948—1989 годах улица Ка́ллаку (эст. Kallaku tänav) — короткая (86 метров) улица в историческом районе Старый город Таллина, на Вышгороде, между площадями Кирику и Лосси.

## История
В XIX веке носила название Дугласская улица (эст. Douglase mägi, буквально — Дугласская горка) по имени губернатора Ревеля Густава Отто Дугласа (1687—1771). Нынешнее название было утверждено 10 апреля 1935 года, поскольку улица ведет к Домскому собору, официально называющемуся Таллинская епископская домская церковь (эст. Tallinna Piiskoplik Toomkirik).
С 13 июля 1948 года по 13 ноября 1989 года носила название улица Каллаку (эст. Kallaku tänav — «Пологая», «Покатая»).

## Застройка
Дом 1 — Ресторан «Syrtaki».